# Louvenne
Louvenne korábbi község (település) Franciaországban, Jura megyében. 2017. január 1-jén Bourcia, Saint-Julien és Villechantria községgel egyesült és Val Suran új község része lett.
Lakosainak száma 131 fő (2018. január 1.). Louvenne Gigny, Andelot-Morval, Monnetay, Montrevel és Saint-Julien községekkel határos.

## Népesség
A település népességének változása:
| Lakosok száma | 154  | 142  | 137  | 122  | 113  | 140  | 136  | 131  | 120  | 131  |
|               | 1968 | 1975 | 1982 | 1990 | 1999 | 2011 | 2013 | 2015 | 2017 | 2018 |